# Rivulus weberi
Rivulus weberi är en fiskart som beskrevs av Huber 1992. Rivulus weberi ingår i släktet Rivulus och familjen Rivulidae. Inga underarter finns listade i Catalogue of Life.